# Tilletiales
Ordre
Famille
Les Tilletiaceae sont une famille de champignons basidiomycètes de la classe des Exobasidiomycetes . C'est l'unique famille de l'ordre des Tilletiales.

## Liste des genres
Selon Catalogue of Life (18 novembre 2014) :
- genre Conidiosporomyces
- genre Ingoldiomyces
- genre Neovossia
- genre Oberwinkleria
- genre Salmacisia
- genre Tilletia

Selon ITIS (18 novembre 2014) :
- genre Aessosporum
- genre Melanotaenium de Bary
- genre Tilletia Tul. & C. Tul.

## Liste des genres et espèces
Selon NCBI (18 novembre 2014) :
- genre Conidiosporomyces
  - Conidiosporomyces ayresii
  - Conidiosporomyces verruculosus
- genre Erratomyces
  - Erratomyces patelii
- genre Oberwinkleria
  - Oberwinkleria anulata
- genre Tilletia
  - Tilletia aegopogonis
  - Tilletia anthoxanthi
  - Tilletia asperifolia
  - Tilletia ayresii
  - Tilletia barclayana
  - Tilletia bornmuelleri
  - Tilletia boutelouae
  - Tilletia brevifaciens
  - Tilletia bromi
  - Tilletia buchloeana
  - Tilletia caries
  - Tilletia caries x Tilletia laevis
  - Tilletia cerebrina
  - Tilletia challinorae
  - Tilletia chionachnes
  - Tilletia controversa
  - Tilletia ehrhartae
  - Tilletia elymi
  - Tilletia eremopoae
  - Tilletia fusca
  - Tilletia goloskokovii
  - Tilletia holci
  - Tilletia horrida
  - Tilletia hyalospora
  - Tilletia indica
  - Tilletia iowensis
  - Tilletia ixophori
  - Tilletia kimberleyensis
  - Tilletia laevis
  - Tilletia laguri
  - Tilletia lolii
  - Tilletia lolioli
  - Tilletia lycuroides
  - Tilletia maclaganii
  - Tilletia menieri
  - Tilletia micrairae
  - Tilletia moliniae
  - Tilletia narayanaraoana
  - Tilletia nigrifaciens
  - Tilletia obscuroreticulata
  - Tilletia olida
  - Tilletia opaca
  - Tilletia polypogonis
  - Tilletia puccinelliae
  - Tilletia pulcherrima
  - Tilletia rugispora
  - Tilletia savilei
  - Tilletia secalis
  - Tilletia setariae
  - Tilletia sphaerococca
  - Tilletia sterilis
  - Tilletia sumatii
  - Tilletia togwateei
  - Tilletia trabuti
  - Tilletia trachypogonis
  - Tilletia triticoides
  - Tilletia vankyi
  - Tilletia vittata
  - Tilletia walkeri
  - Tilletia whiteochloae